# Myersina
Myersina – rodzaj ryb z rodziny babkowatych.

## Klasyfikacja
Gatunki zaliczane do tego rodzaju:
- Myersina adonis
- Myersina crocata
- Myersina filifer
- Myersina lachneri
- Myersina macrostoma
- Myersina nigrivirgata
- Myersina papuanus
- Myersina pretoriusi
- Myersina yangii